# Centros Universitarios de la Defensa
La red de Centros Universitarios de la Defensa comprende cuatro centros de enseñanza creados por el Real Decreto 1723/2008 de 24 de octubre del Gobierno de España. Estos centros se hallan adscritos a universidades públicas con el cometido de impartir las asignaturas correspondientes a las titulaciones universitarias de grado cursadas por los futuros oficiales del ejército español.

## Centros
La titularidad de estos centros pertenece al Ministerio de Defensa y se ubican en las academias de oficiales:
- CUD de Cartagena, en la Academia General del Aire de San Javier y adscrito a la Universidad Politécnica de Cartagena.
- CUD de Madrid, en la Academia Central de la Defensa (Carabanchel) y adscrito a la Universidad de Alcalá.
- CUD de Marín, en la Escuela Naval Militar y adscrito al Campus de Pontevedra dependiente de la Universidad de Vigo.
- CUD de Zaragoza, en la Academia General Militar de Zaragoza y adscrito a la Universidad de Zaragoza.